# Louise Köster

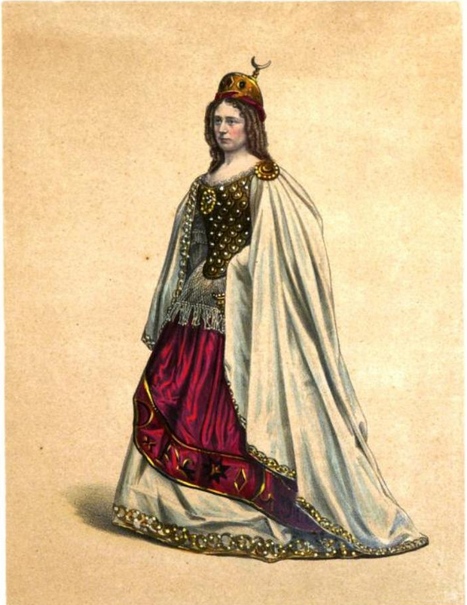
Louise Köster-Schlegel als Armida in C.W. Glucks gleichnamiger Oper. Quelle: Eduard Bloch’s Album der Bühnen-Costüme, Berlin 1859.

Louise Köster, auch Köster-Schlegel, auch Luise (* 22. Februar 1823 in Lübeck als Louise Schlegel; † 2. November 1905 in Schwerin) war eine deutsche Sängerin (Sopran). Sie trat u. a. in Leipzig, Berlin und Breslau auf sowie neben den Musikerinnen Clara Wieck, Livia Frege, Henriette Grabau und Sophie Schloss.

## Leben
Leipzig
Louise Schlegel war das nichteheliche Kind des Kunsthändlers und Gemälderestaurators Heinrich August Schlegel, der sie adoptierte. 1836 zog die Familie nach Leipzig, wo sie eine Gesangsausbildung durch August Pohlenz, der bis 1835 Gewandhauskapellmeister war, erhielt. Sie debütierte mit 16 Jahren 1838 im Leipziger Stadttheater als Pamina in Mozarts Zauberflöte. Doch sie trat bereits am 16. September 1837 erstmals öffentlich in einem Konzert auf: in dem Konzert des Pianisten Anton Gerke zusammen mit Emilie Caroline Pohlenz, der Ehefrau August Pohlenz, und Clara Wieck. Die Neue Zeitschrift für Musik berichtete über sie: „… schon äußerlich eine Erscheinung, der eine glänzende Zukunft vorauszusagen, wäre es nicht noch vielmehr eine jener seltenen tiefhaltigen großen Stimmen, die eine zukünftige Sängerin ersten Ranges verspricht. Einem Debut konnte kaum ein reicherer Beifall werden.“

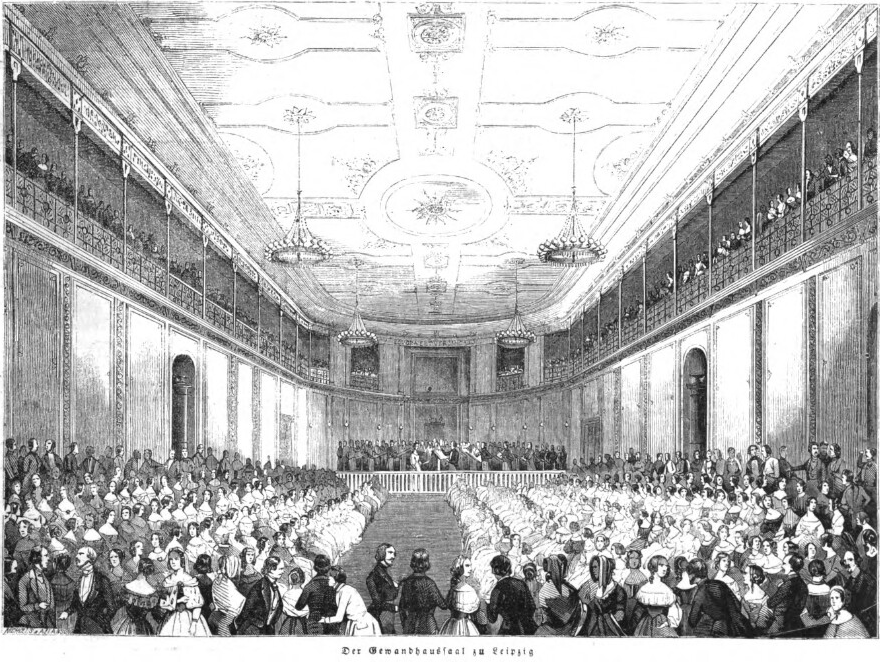
Gewandhaussaal Leipzig (1845). Quelle: Illustrirte Zeitung, 19. April 1845, S. 253.

Auch in den Abonnementkonzerten des Leipziger Gewandhauses trat Louise Schlegel auf, zum ersten Mal am 1. Oktober 1837 mit der Arie Wie nahte mir der Schlummer aus Carl Maria von Webers Oper Der Freischütz. Über ihren Auftritt urteilte Clara Wieck in ihrem Tagebuch: „Fräulein Schlegel – schönes Mädchen, schöne Stimme – Anfängerin.“ Am 11. November 1837 gab Louise Schlegel ein eigenes Konzert unter der Leitung von A. Pohlenz im Hôtel de Pologne und trat bis 1840 noch mehrmals erfolgreich in Leipzig auf, u. a. in dem Konzert von Franz Liszt am 24. März 1840. Am 2. November 1840 gab sie ihr Abschiedskonzert im Gewandhaus, um einem Ruf nach Berlin zu folgen.
Gastspiele
In Berlin hatte sie bereits im Mai und Juni 1839 Gastspiele u. a. als Alice in Giacomo Meyerbeers Oper Robert der Teufel absolviert und wurde durch den dortigen Intendanten Graf Friedrich Wilhelm von Redern 1840 für die Königliche Oper engagiert. Gastspiele führten sie 1840 nach Hamburg, Schwerin (bis 1842), von wo aus sie auch in Dresden, Wien und Hannover gastierte, um 1843 nach Berlin zurückzukehren. 1844 gastierte sie in Breslau, musste sich aber aus gesundheitlichen Gründen zwei Jahre von der Bühne zurückziehen.
Berlin

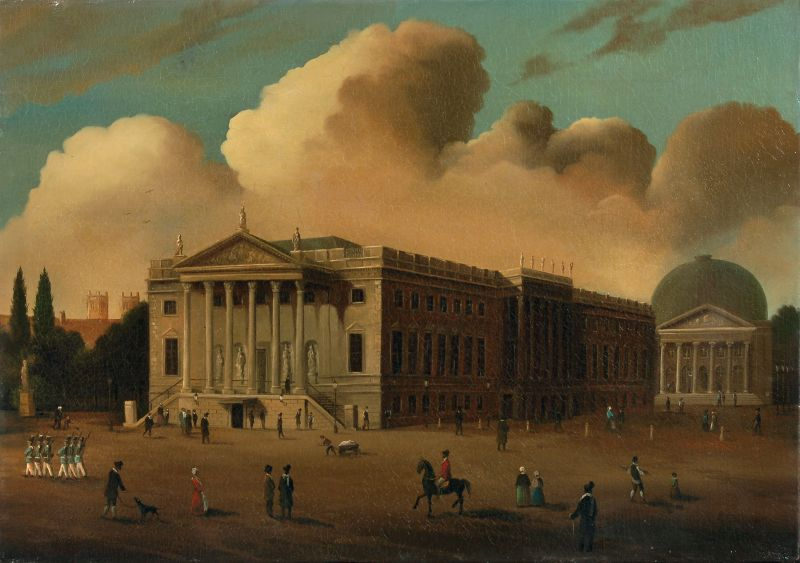
Berlin Hofoper ca. 1830. Berlin - Königliche Hofoper. Öl auf Leinwand. Unsigniert. 47 × 65 cm.

1847 kehrte Louise Köster, seit 1843 mit dem Dichter und Rittergutsbesitzer Hans Köster (1818–1900) verheiratet, nach Berlin zurück. Sie wurde durch den Intendanten der Berliner Hofoper, Karl Theodor von Küstner, verpflichtet – bis 1863 blieb sie Mitglied der Berliner Hofoper und wurde vom Publikum wie von der Presse gefeiert. Einige ihrer Rollen waren die Giulia in Gasparo Spontinis La Vestale, die Titelrolle in Webers Euryanthe oder die Valentine in Meyerbeers Hugenotten. Auch trat sie in einigen Premieren auf, u. a. als Adriano in Richard Wagners Rienzi (1847) oder als Elvira in Giuseppe Verdis Ernani. Weitere Gastspiele führten sie um 1850 nach Leipzig und Frankfurt a. M. Im Dezember 1863 gab Louise Köster-Schlegel ihr letztes Konzert in Berlin in der Rolle der Leonore in Ludwig van Beethovens Fidelio „und wurde zum Ehrenmitglied der Hofoper ernannt.“ Vereinzelt trat sie noch als Solosängerin auf, so 1864 in Düsseldorf oder 1866 in Jena.
Nach ihrem Abschied von der Bühne lebte sie zurückgezogen in Neu-Zelle im preußischen Kreis Guben.
Würdigung
Die Berliner Musikzeitung urteilte 1848 über die Sängerin: „Fassen wir den Gesamteindruck ihrer Leistungen in ein Bild zusammen, so erkennen wir in Luise Köster eine der liebenswürdigsten und zugleich begabtesten Kunsterscheinungen der Gegenwart. Sie besitzt in ihrer Stimme eine so reiche Klangfülle, eine so saftige Färbung, einen solchen Umfang, wie in diesem Augenblicke vielleicht keine deutsche Sängerin. Die Natur hat sie in dieser Beziehung mit ungewöhnlichen Gaben ausgestattet. Dabei kommt ihr ein ausserordentliches musikalisches Gedächtniss zu Hülfe; ihr Repertoir ist sehr umfangreich. […] Sie zeichnet die Melodie mit Grazie und Energie zugleich. In ihren dramatischen Leistungen steht sie noch nicht auf der höchsten Stufe der Kunst. Die Aufgaben aber, welche ihrer individuellen Persönlichkeit entsprechen, weiss sie in so natürlicher, von Innen durchwärmter Auffassung zu gestalten, dass man ihr hier mit dem lebhaftesten Interesse folgt (Donna Anna, Valentine, Agathe). […]“